# Sako Makmur
Sako Makmur is een bestuurslaag in het regentschap Tebo van de provincie Jambi, Indonesië. Sako Makmur telt 873 inwoners (volkstelling 2010).